# Curt Swan
Curt Swan (17 de fevereiro de 1920, Minneapolis, Minnesota – 16 de junho de 1996)  foi um desenhista de história em quadrinhos norte-americano, mais conhecido por seu trabalho nas revistas do Superman.
Convocado pelo Exército dos Estados Unidos em 1940, ele passou a Segunda Guerra Mundial trabalhando na publicação Stars and Stripes (nenhuma relação com os personagens Sideral e F.A.I.X.A.). Ao retornar à vida civil em 1945, foi contratado pela DC Comics. Depois de um período em Boy Commandos, Swan passou a fazer seus desenhos apenas a lápis, deixando a arte-final a cargo de outros artistas.
Ele ilustrou várias revistas, como Tommy Tomorrow e Gangbusters, mas aos poucos foi se aproximando dos títulos do Superman, começando com Superboy, Superman’s Pal Jimmy Olsen e a Legião dos Super Heróis em Adventure Comics. Swan desenhou a tira diária Superman do final dos anos 50 até seu fim em 1964.
Curt tornou-se o artista mais associado ao Superman durante a Era de Prata dos Quadrinhos, produzindo centenas de capas e histórias sobre ele da década de 1950 até os anos 80.
Depois da minissérie Crise nas Infinitas Terras e com a reformulação do Superman feita em 1986 por John Byrne, Swan foi afastado do personagem. Sua despedida deu-se com a célebre história “Whatever Happened to the Man of Tomorrow?”, escrita por Alan Moore. Depois disso, Swan continuou na DC, embora em projetos secundários.
Ele faleceu aos 76 anos de idade em 16 de junho de 1996.